# Phrynobatrachus bullans
Phrynobatrachus bullans là một loài ếch trong họ Petropedetidae. Chúng là loài đặc hữu của Tanzania.
Các môi trường sống tự nhiên của chúng là xavan khô, xavan ẩm, đồng cỏ nhiệt đới hoặc cận nhiệt đới vùng ngập nước hoặc lụt theo mùa, đầm nước ngọt, đầm nước ngọt có nước theo mùa, vùng đồng cỏ, vườn nông thôn, các vùng đô thị, ao, đất nông nghiệp có lụt theo mùa, và kênh đào và mương rãnh.